# ایگن باب
ایگن باب (انگلیسی: Eugen Bopp؛ زادهٔ ۵ سپتامبر ۱۹۸۳) بازیکن فوتبال اهل اوکراین است.
از باشگاه‌هایی که در آن بازی کرده‌است می‌توان به باشگاه فوتبال کارل زایس ینا، باشگاه فوتبال دانکرک، باشگاه فوتبال ناتینگهام فارست، باشگاه فوتبال بایرن مونیخ، باشگاه فوتبال یورک سیتی، باشگاه فوتبال کرو آلکساندرا، باشگاه فوتبال روترهام یونایتد، و باشگاه فوتبال باسفورد یونایتد اشاره کرد.
وی همچنین در تیم ملی فوتبال جوانان آلمان بازی کرده‌است.